# Vsё naoborot
Vsё naoborot (Всё наоборот) è un film del 1981 diretto da Vladimir Grammatikov e Vitalij Fetisov.

## Trama
Il film racconta di un diplomato che si innamora della ragazza che vede per strada e decide di sposarla.